# Fractura de tibia

Reconstrucción 3D de una fractura del extremo distal de la tibia

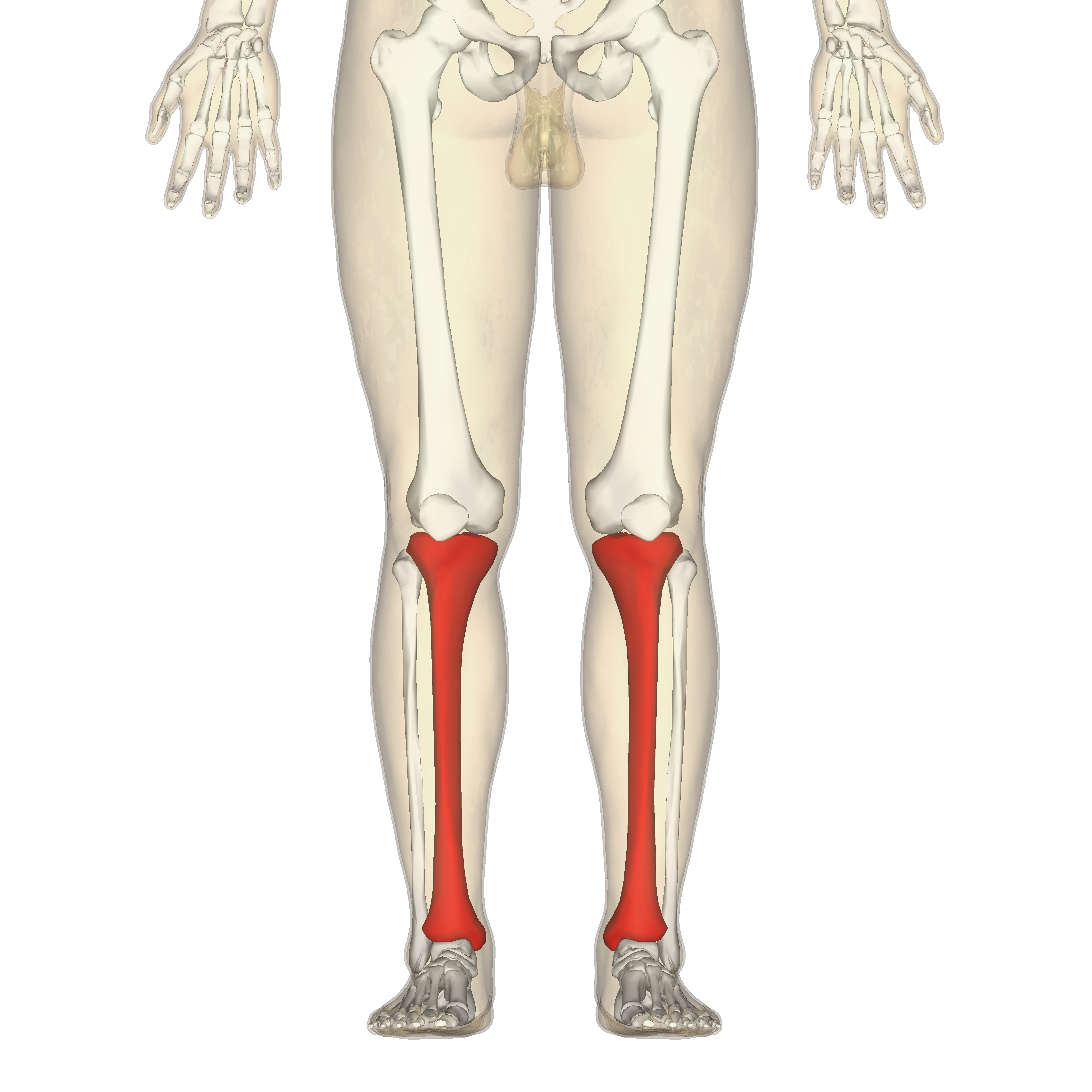
Esquema que muestra en rojo la situación de la tibia en el cuerpo humano

La fractura de tibia es una de las fracturas óseas más frecuentes, suele producirse por impactos de alta energía como accidentes de tráfico, atropellos o lesiones deportivas.

## Clasificación
Dependiendo de si existe o no herida abierta al exterior se clasifican en abiertas y cerradas. Según su localización se dividen en tres grandes grupos:
- Fractura de la extremidad proximal también llamada fractura de meseta tibial
- Fractura de la diáfisis tibial.
- Fractura de la extremidad distal de la tibia (fractura de tobillo), esta última pueden ser simple, bimaleolar o trimaleolar. Se llaman fracturas del pilón tibial a aquellas que afectan a la extremidad distal de la tibia, es decir al sector de la tibia más próximo al pie, pero por encima de los maleolos.[1]

## Complicaciones
Es frecuente que exista una lesión conjunta de la tibia y el peroné, estando fracturados de forma simultánea ambos huesos. Una de las complicaciones de este tipo de lesiones es la aparición de pseudoartrosis, es decir la falta de consolidación de los fragmentos, que puede producirse por excesivo movimiento del foco de fractura, infección del hueso (osteomielitis), pobre aporte sanguíneo u otras causas.